# Соколов, Александр Николаевич (архитектор)
Алекса́ндр Никола́евич Соколо́в (15 августа 1873, Санкт-Петербург — 17 ноября 1951, Москва) — русский и советский архитектор.
Окончил Московское училище живописи, ваяния и зодчества в 1897 году со званием неклассного художника архитектуры. В 1923 году работал архитектором общества Стандартстрой.

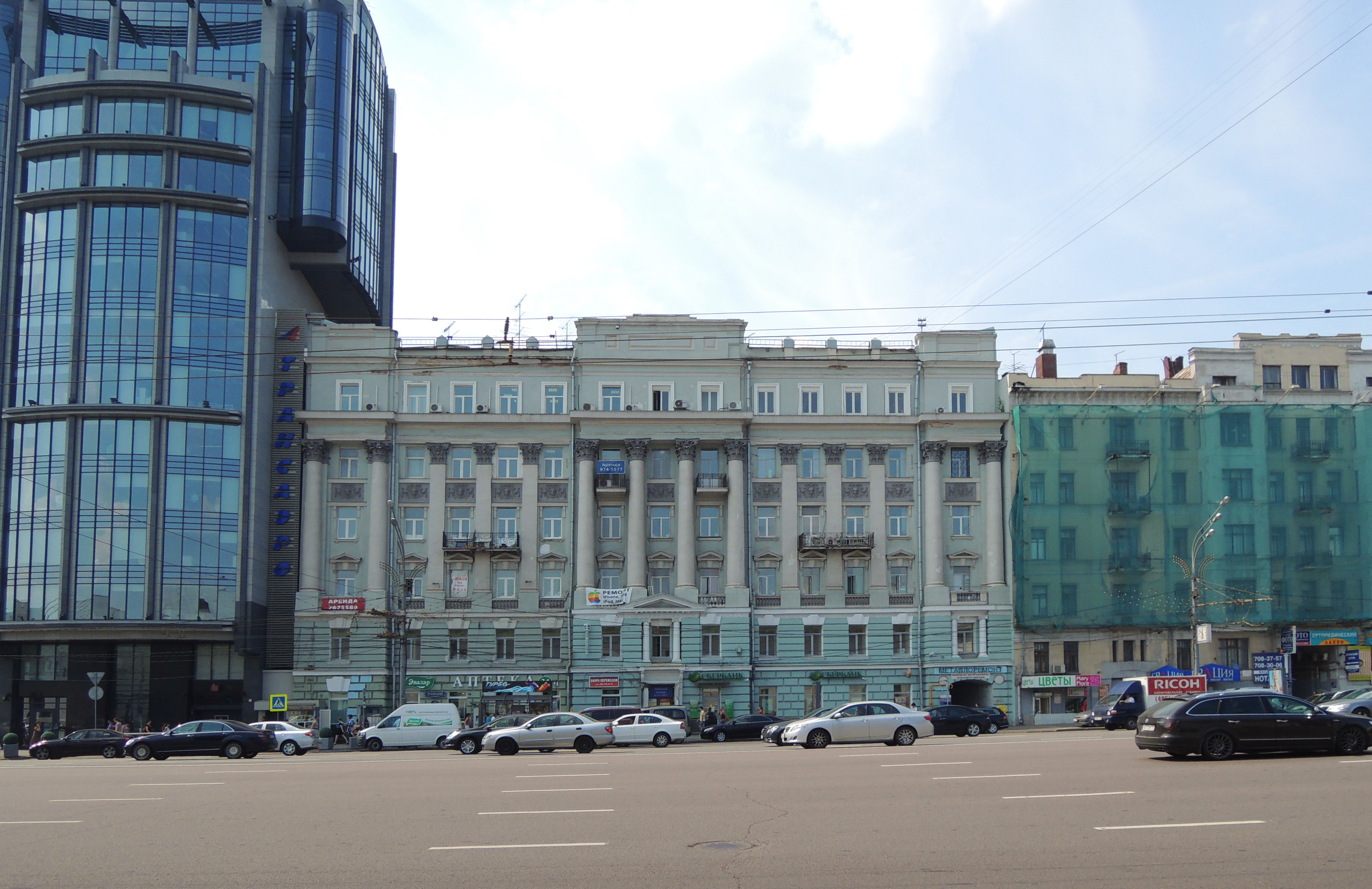
Доходный дом Чепелевской на Зубовском бульваре

Проекты и постройки в Москве:
- 1903 — доходный дом, Сытинский переулок, 5/10, стр. 4;
- 1908 — Физический корпус Московских высших женских курсов, совместно с А. А. Эйхенвальдом, Малая Царицынская улица ныне Малая Пироговская улица, 1, стр. 5;
- 1909 — Анатомический театр Московских высших женских курсов, Большой Трубецкой переулок 7, ныне Переулок Хользунова;
- 1911—1912 — строительство здания Московского городского народного университета имени А. Л. Шанявского, по проекту А. А. Эйхенвальда и И. А. Иванова-Шица, Миусская площадь, 6;
- 1914—1917 — Физический институт, совместно с А. А. Эйхенвальдом, Миусская площадь, 4 (перестроен);
- 1914 — доходный дом Е. И. Чепелевской, совместно с Л. Л. Кравецким, Зубовский бульвар, 13;
- 1922 — здание завода ТЭЖЭ.